# Khalil Dkhi
Khalil Dkhil (1945) es un político de Marruecos de origen saharaui, gobernador civil (wali) de El Aaiún, nombrado por el rey Mohamed VI en noviembre de 2010, zona que ocupa la mayor parte del Sahara Occidental, territorio en disputa entre Marruecos y la República Árabe Saharaui Democrática representada fundamentalmente por el Frente Polisario.
Khalil Dkhil se licenció en Derecho por la Universidad de Granada y fundó el Partido de Unión Nacional Saharaui (PUNS), formación creada en la década de 1970 por las autoridades franquistas españolas como potencia colonizadora para contrarrestar al Frente Polisario, mayoritario, ilegal y muy activo para que se estableciera el proceso de descolonización e independencia del territorio.
Tras los Acuerdos de Madrid y el reparto del Sahara Occidental entre los países de la zona con la consiguiente guerra por la independencia del Frente Polisario, Khalil Dkhil se situó de parte de Marruecos y fue embajador de dicho país en Cuba y Yugoslavia, nombrado por el rey Hassan II. Después siguió su actividad en el ministerio del Interior marroquí.
En noviembre de 2010, tras el asalto y los enfrentamientos en el campamento saharahui de Agdaym Izik y El Aaiún en el que fallecieron 13 personas, el rey Mohamed VI le nombró gobernador civil de la zona de El Aaiún en sustitución de Mohamed Guelmouss.